# 오산시의 향토유적
오산시의 향토유적은 인위적이거나 자연적으로 형성된 것으로 다음 각 호의 어느 하나에 해당하는 것을 말한다.
1. 「문화재보호법」 및 「경기도 문화재보호 조례」에 따라 문화재로 지정되지 아니한 것으로서 향토의 역사적·예술적·학술적 가치가 있는 것과 이에 준하는 고고 자료
2. 향토문화재로서 보존가치가 있을 것으로 기대되는 유적
3. 향토문화, 토속, 풍속을 연구하는데 필요한 자료

## 지정 목록
2019년 7월말 현재 없습니다.

## 참고 문헌
- 오산시 홈페이지 - 고시/공고 보관됨 2019-06-10 - 웨이백 머신
- 오산시보